# Vicente Patíz

Vicente Patíz (2009)

Vicente Patíz (bürgerlich Jörg Patiz, * 7. Januar 1976 in Erlabrunn im Erzgebirge) ist ein deutscher Gitarrist.

## Leben
Vicente Patíz wuchs auf in Johanngeorgenstadt im sächsischen Erzgebirge. Mit 18 Jahren nahm er erstmals Gitarrenunterricht. Seine Gitarrenmusik beinhaltet u. a. Stilelemente aus Jazz, Funk und Flamenco. Am 25. September 2010 gab er innerhalb eines Tages acht öffentliche Auftritte von 45 Minuten Länge in acht Ländern.

## Diskografie
- 2007: Hommage und Mosaik
- 2008: Salida del sol
- 2010: La vita è bella
- 2012: Vive el Momento
- 2013: Tierra
- 2019: Alegria